# Моно (убангийский язык)
Моно (также амоно) — один из адамава-убангийских языков ветви банда, на котором говорят 65 тыс. человек (1985), язык народа моно. Распространён на северо-западе ДРК.

## Диалекты
Моно имеет пять диалектов: Били, Бубанда, Мпака, Галаба и Кага.

## Фонология
Список согласных моно: m, k, j, p, w, n, s, t, b, l, h, g, d, ɲ, f, t̠ʃ, ʔ, ʃ, r, z, d̠ʒ, v, gb, kp, ʒ, ɓ, mb, ŋg, nd, ɗ, n̠d̠ʒ, ŋmɡb, ⱱ.

Список гласных моно: i, a, u, o, e, ɔ.

Список тонов моно: высокий, низкий, средний.